# Сундукян, Габриел Мкртичевич
Габриэ́л Мкрти́чевич (Гаврил Никитич) Сундукя́н (11 июля 1825, Тифлис — 29 марта 1912, там же) — армянский писатель, драматург. Один из основателей критического реализма в армянской литературе.

## Биография
Родился в Тифлисе в богатой купеческой семье.
В 1846—1850 годах обучался на восточном отделении историко-филологического факультета Петербургского университета, получил степень кандидата восточных языков.
В 1850—1853 годах работал по назначению переводчиком при канцелярии наместника Кавказа, затем начальником хозяйственного отдела Кавказского управления дорог в Тифлисе.
В 1853 году за передовые взгляды был уволен со службы и сослан в Дербент, Дагестанская область.
В 1858 году вернулся в Тифлис.
В 1881 году принимал участие в создании Кавказского армянского благотворительного общества.
Всю жизнь состоял на государственной службе, дослужившись до генеральского чина (действительный статский советник).

## Творческая деятельность
Литературно-общественную деятельность начал в 1860-е годы.
До выхода Сундукяна на литературное поприще основными авторами театральных пьес были Каринян, М. Патканян, Пухикян, Э. Тер-Григорян, но их пьесы не стали основой роста и расцвета армянского театра. Один из организаторов армянского театра, с которым тесно связана вся его литературная деятельность. И один из зачинателей критического реализма в армянской литературе.
В реалистических пьесах показаны острые социальные конфликты. Его пьесы ознаменовали целый период в истории армянской драматургии.
Сундукян отображал современную ему жизнь, утверждая победу реализма. Он вывел жанр комедии из рамок бытового водевиля и поднял его до уровня социальных обобщений. Сундукян показал процесс обуржуазивания армянского общества, обострение социальных противоречий. Реализм и демократизм Сундукяна нашли яркое выражение в пьесе «Пэпо», где создан образ героя из народа.
В прозе Сундукяна наиболее значительна повесть «Варенькин вечер» (1877), «Беседы Амала» и «Беседы Адида», написанные в жанре публицистического фельетона. Пьесы Сундукяна переведены на многие языки мира.
Непревзойдённый мастер художественного слова, строит блестящий, лёгкий сценический диалог.
Множество фраз из его пьес вошли в жизнь, стали крылатыми выражениями.
Драматургия Сундукяна явилась школой для многих армянских актёров: Г. Чмшкяна, М. Амрикяна, Г. Тер-Давтяна, Вардуи, М. Аваляна, П. Адамяна, а впоследствии О. Гулазян, Асмик, А. Аветисяна, Г. Габриеляна и многих других.
Ссылка в Дербент, длившаяся 5 лет, не прошла бесцельно для армянского писателя. Габриел Сундукян прибыл в Дербент 21 декабря 1853 года, в сопровождении своего старшего брата Микаэла. Находясь в ссылке изучил фарси и языки тюркской группы. Используя технические знания полученные в Петербурге возглавил работы по строительству и благоустройству города: установил башенные часы в колокольне православной церкви, спроектировал (при активном участии военного начальника Южного Дагестана Михаила Лорис-Меликова) здание армянской апостольской церкви Сурб Аменапркич (Святого Всеспасителя), разбил парк с водопроводной канавой, построил ограду с западной стороны землянки Петра Великого, спроектировал 24 жилых дома.

## Память

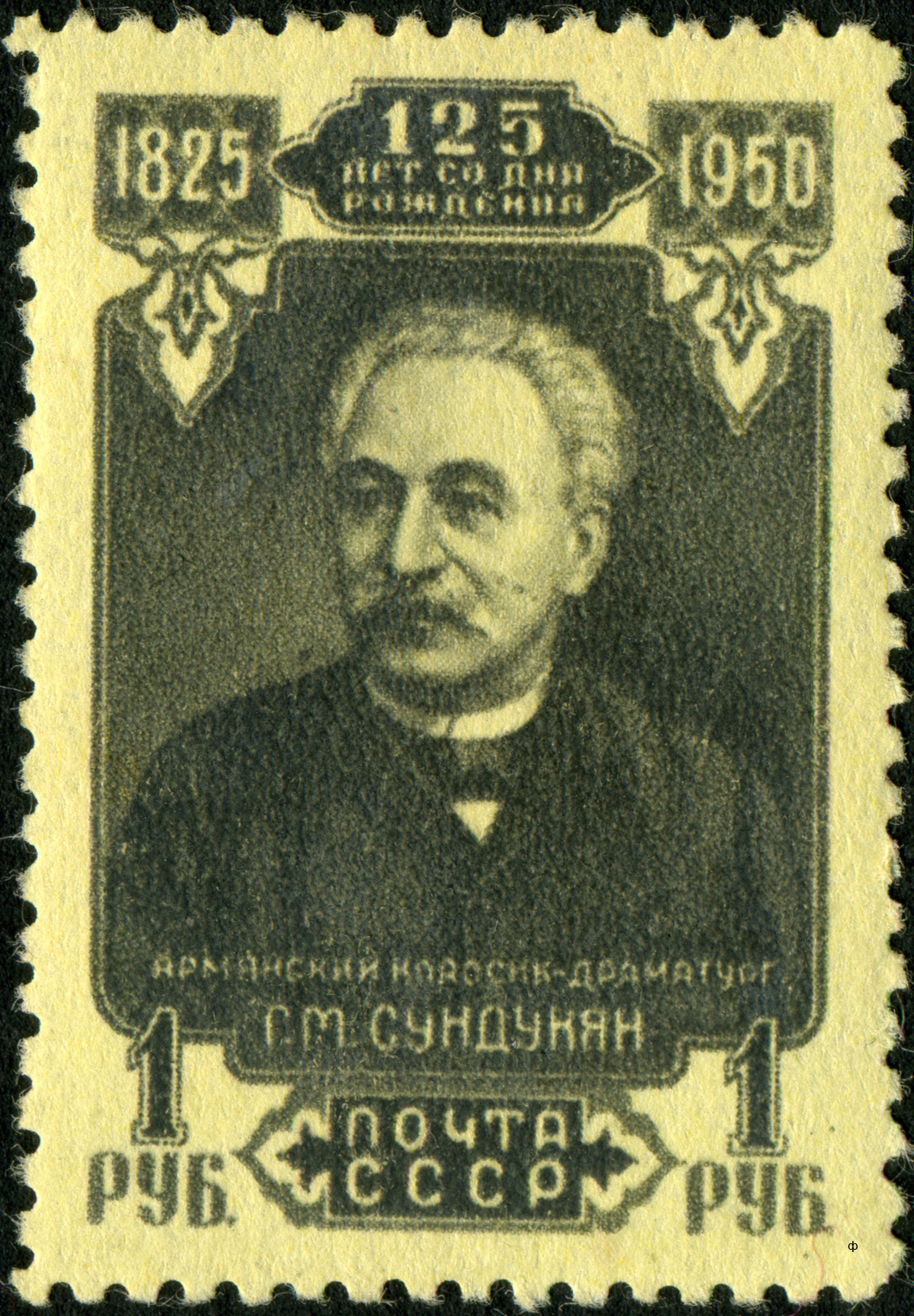
Почтовая марка СССР, 1950 год

- Похоронен в Пантеоне Ходживанка в Тбилиси.
- Имя Сундукяна присвоено Армянскому драматическому театру (Ереван).
- В 1950 году была выпущена почтовая марка СССР, посвящённая Сундукяну.
- Мемориальная доска в Тбилиси (улица Мачабели, д. 9)[3]

## Семья
Пятеро детей. Три дочери — Нина, Тина и Екатерина. Сыновья — Никита и Георгий. Потомки Никиты живут в России (Москва) и США.
Дочь – Тина (Тинатина) Гавриловна Арминина-Сундукян (1887—1970) — актриса и суфлёр Малого театра с 1906 по 1960 гг.

## Сочинения
- «Ночное чихание — к добру», или «Чихнуть на ночь — к добру» (постановка 1863, изд. 1866) — пьеса
- «Переполох», или «Скандал» («Хатабала», 1866, изд. 1881) — пьеса
- «Оскан Петрович на том свете» (1866, изд. 1899) — пьеса
- «Прочие, или Новый Диоген» (1869, изд. 1907) — пьеса
- «Ещё одна жертва» (1870, изд. 1894) — пьеса
- «Пэпо» (премьера 30 апреля 1871, изд. 1876) — пьеса
- «Разорённый очаг» (1873, изд. 1883) — пьеса
- «Варенькин вечер» (1877) — повесть
- «Супруги» (1888, изд. 1893) — пьеса
- «Банный узел» (1907) — пьеса
- «Любовь и свобода» (1909, изд. 1910) — пьеса
- «Завещание» (1912) — пьеса
- «Беседы Амала» (1912) — публицистический фельетон
- «Беседы Адида» (1912) — публицистический фельетон
- В русском переводе:
  - Избранное. (Вступительная статья Арутюняна Сундукяна) (Москва, 1953)
  - «Пэпо», Перевод В. Теряна, «Сборник армянской литературы», под ред. М. Горького, изд. «Парус», Петербург, 1916